# Cosmobates tunicatus
Cosmobates tunicatus är en kvalsterart som beskrevs av Balogh 1970. Cosmobates tunicatus ingår i släktet Cosmobates och familjen Scheloribatidae. Inga underarter finns listade i Catalogue of Life.